# 7号線 (ポーランド)
ポーランド国鉄7号線（ポーランド語;Linia kolejowa nr 7）は、ポーランド共和国の首都ワルシャワのワルシャワ東駅とルブリン県ドロフスクのドロフスク駅を結ぶポーランド国鉄の鉄道路線である。

## 概要

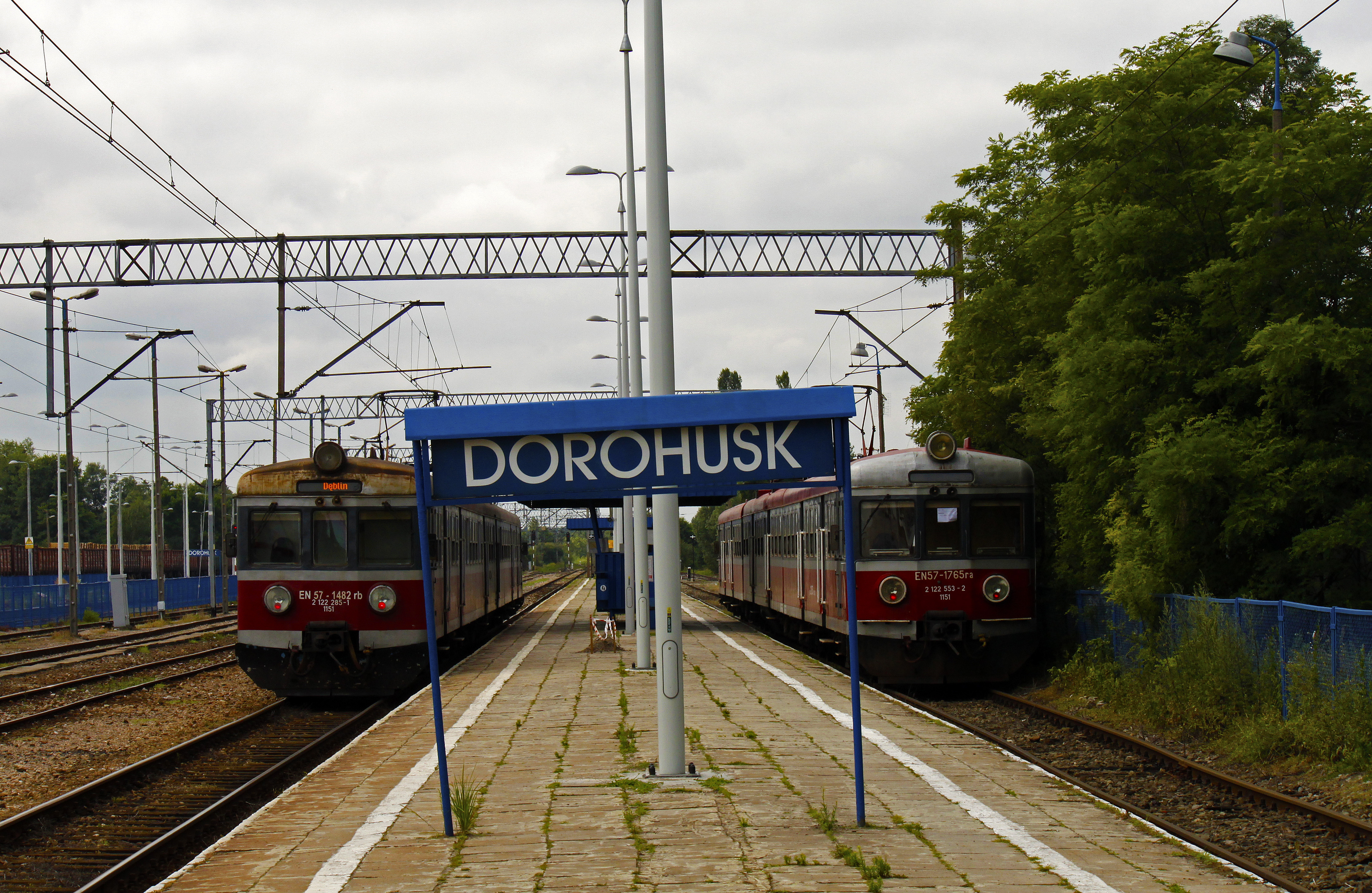
ウクライナとの国境駅であるドロフスク駅

全長は267.471 kmであり、首都ワルシャワからオトヴォツク、ピラヴァ、プワヴィ、ルブリンを経てウクライナとの国境であるドロフスクに至る。全線が電化されており、複線区間はワルシャワ - オトヴォツク間およびピラヴァ - ヴルカ・オコプスカ間である。1日150本の旅客列車および70本の貨物列車が運行されている。
単線区間のオトヴォツク - ピラヴァ間がボトルネックになっていることから、ワルシャワ - ルブリン間の速達列車は2号線および30号線を経由する。
ドロフスク駅から国境を越えるとウクライナ側にはウクライナ鉄道のヤホディン駅がある。ワルシャワ - キエフ間を結ぶTLK68列車はルブリン - ドロフスク間にて当線を経由する。